# Векио Абитато (Вибо Валенција)
Векио Абитато је насеље у Италији у округу Вибо Валенција, региону Калабрија.
Према процени из 2011. у насељу је живело 108 становника. Насеље се налази на надморској висини од 642 м.